# طعم کاملا جدید گیلاس
طعم کاملا جدید گیلاس (به انگلیسی: Brand New Cherry Flavor) یک مجموعه تلویزیونی درام ترسناک آمریکایی است که توسط نیک آنتوسکا و لنور زایان با الهام از رمانی به همین نام اثر تاد گریمسون ساخته شده است. رزا سلزار، کاترین کینر، اریک لانگه، منی جاسینتو و جف وارد بازیگران سریال هستند. این مجموعه در ۱۳ اوت ۲۰۲۱ از نتفلیکس پخش شد.

## داستان
لیسا ان. نووا برای کارگردانی نخستین فیلم خود به لس آنجلس می‌آید. اما زمانی که به شخص اشتباهی اعتماد می‌کند و از پشت خنجر می‌خورد، همه چیز به سمت متفاوتی پیش می‌رود و نقشهٔ رویایی او به یک کابوس تبدیل می‌شود. این کابوس بخصوص متشکل از زامبی‌ها، قاتل قراردادی، بچه گربه‌های فراطبیعی و یک تتوکار مرموز می‌باشد که از نفرین کردن مردم لذت می‌برد. و حالا لیسا مجبور است اسرار گذشته خود را کشف کند تا از این وضعیت جان سالم بدر ببرد.

## بازیگران

### اصلی
- رزا سلزار در نقش لیسا نووا
- کاترین کینر در نقش بورو / جنیفر نیتنز
- اریک لانگه در نقش لو برک
- جف وارد در نقش روی هاردوی

### دوره‌ای
- منی جاسینتو در نقش کریس / کد
- هانا لویئن در نقش کریستین
- سیه‌نا وربر در نقش مری گری / بورو
- دنیل دوهینی در نقش جاناتان برک
- دارسی لوری در نقش رالف
- شان اوون رابرتز در نقش جیمز

### مهمان
- لیلند ارسر در نقش مایک نیتنز
- پاتریک فیشلر در نقش آلوین سندر
- گبریل لابل در نقش تیم نیتنز